# 吳鳳科技大學
吳鳳科技大學，全銜為吳鳳學校財團法人吳鳳科技大學，簡稱吳鳳科大，是位於臺灣嘉義縣民雄鄉的一所科技大學。2010年8月奉教育部核定改名為吳鳳科技大學。設有安全工程、數位管理、醫學健康3個學院、3個教學中心 ，12個系、4個研究所碩士班。

## 沿革
1963年9月，奉教育部 52.9.11(52) 臺高字第八四四號令，設五年制商業專科學校，校名為「吳鳳商業專科學校」。1965年10月，「私立吳鳳商業專科學校」准許立案招生。創辦人為彭文鴻女士，首任董事長為鄧翠英先生，首屆校長為李國棟先生。1969年8月，改名「吳鳳工業專科學校」。增設機械工程科、電機工程科。1992年8月，更名「吳鳳工商專科學校」，設立二專日間部。1993年，增設國際貿易科。1995年，增設應用外語科。1997年4月，設立附設專科進修專校。
2000年4月，設立二技日間部、進修部。同年5月奉准設立附設進修學院。同年8月升格為「吳鳳技術學院」，招收二技、四技學生；夜間部更名為「進修部」；進修專校更名為「進修學院」。國際貿易科改制為國際貿易系。2001年11月，進修學院學制由三年，改為二年。
2002年，應用外語科改制為應用外語系、機械工程科改制為機械工程系。增設消防學系。2003年，應用外語系增設日文組。國際貿易系改名國際企業管理系。2004年，增設光機電暨材料研究所、幼兒保育系。2006年，增設運動健康與休閒系。應用外語系日文組獨立為應用日語系。應用外語系改名應用英語系。2008年，保全管理系改名安全科技與管理系。資訊管理系增設數位媒體組及企業電子化組。2009年，增設餐旅管理系、消防研究所。停招化學工程系、電子商務系。
2010年8月，奉教育部核定改名「吳鳳科技大學」。設立安全工程學院、商管學院、人文社會學院。增設應用數位媒體系、觀光休閒管理系。2011年，停招財務金融系、資訊管理系數位媒體組。電子工程系改名應用遊戲科技系；國際企業管理系改名行銷與流通管理系；增設美容美髮造型設計系。應用數位媒體系新設視覺傳達設計組之分組。商管學院改名數位管理學院、人文社會學院改名觀光餐旅學院。消防學系改名消防系。
2012年，增設美容美髮造型設計科。停招應用日語科、安全科技與管理科。同年8月，更名「吳鳳學校財團法人吳鳳科技大學」。
2013年，應用英語系改名觀光英語系；運動健康與休閒系改名休閒遊憩與運動管理系。機械工程系新設車輛組。 
2014年6月30日，人工草皮球場通過FIFA兩顆星等級，成為台灣首座標準人工草皮球場。
2015年，增設餐旅管理系餐旅管理與餐飲安全碩士班、停招觀光英語系。
2016年，增設長期照護系。原隸觀光餐旅學院之幼兒保育系、長期照護系，新組健康學院。未幾，健康學院改名醫學健康學院。
2017年，停招應用遊戲科技系、美容美髮造型設計系。
2018年，停招資訊工程系四技日間部、資訊管理系四技日間部、進修部、資訊管理科進修專校、美容美髮造型設計科進修專校、行銷與流通管理科進修專校。
2019年，增設車輛科技與經營管理系四技日間部、應用數位媒體系進修學院。
2021年，110學年度停招應用日語系四技日間部、行銷與流通管理系四技日間部、安全科技與管理系日間部；長期照護系更名為長期照護與管理系。
2023年，奉准在113學年度將原機械工程系、車輛科技與經營管理系、應用數位媒體系更名為機械與智慧製造工程系、車輛工程系、數位科技與媒體設計系，同年11月舉行人工智慧無人機科技系揭牌儀式並奉准於113學年度進行招生。

## 歷任董事長
| 任別 | 任期              | 姓名   |
| ---- | ----------------- | ------ |
| 1    | 1965年 － 1974年  | 鄧翠英 |
| 2    | 1974年 － 1977年  | 彭文鴻 |
| 3    | 1977年 － 1981年  | 潘 餘  |
| 4    | 1981年 － 2006年  | 李旭光 |
| 5    | 2006年 － 2011年  | 李天欣 |
| 6    | 2011年 －（現任） | 胡宗鑫 |

## 歷任校長
| 任別 | 任期              | 姓名   |
| ---- | ----------------- | ------ |
| 1    | 1965年 － 1978年  | 李國棟 |
| 2    | 1978年 － 1992年  | 何廣文 |
| 3    | 1992年 － 1998年  | 陳世昌 |
| 4    | 1998年 － 2001年  | 毛漢光 |
| 5    | 2001年 － 2007年  | 鄭國順 |
| 6    | 2007年 － 2019年  | 蘇銘宏 |
| 7    | 2019年 －（現任） | 蔡宏榮 |

## 校徽與涵義
- W - Wisdom（學識）
- U - Ultimatum（理論）
- F - Faculty（技能）
- E - Exactness（真）
- N - Niceness（善）
- G - Grace（美）

## 行政單位
| 組室 | 董事長室 | 校長室 | 副校長室 | 秘書室 | 軍訓室 | 人事室 | 會計室 | 稽核室 |

| 處 | 教務處 | 學務處 | 總務處 | 研究發展處 | 圖書資訊處 | 菁英服務處 | 國際處 |

| 中心 | 環境保護暨安全衛生中心 | 教學資源中心 | 國際暨兩岸事務中心 |

| 館 | 圖書館 |

| 部 | 進修部 | 國際專修部 |

| 委員會 | 學生申訴評議委員會 | 教師評審委員會 | 性別平等教育委員會 | 課程委員會 | 招生委員會 | 學生獎懲委員會 |

## 教學單位
| 安全工程學院 | 消防系暨碩士班       | 機械與智慧製造工程系 |
| 安全工程學院 | 電機工程系暨碩士班   | 車輛工程系           |
| 安全工程學院 | 人工智慧無人機科技系 |                      |

| 數位管理學院 | 數位科技與媒體設計系暨碩士班 | 觀光休閒管理系 | 餐旅管理系暨碩士班 |

| 醫學健康學院 | 幼兒保育系         | 休閒遊憩與運動管理系 |
| 醫學健康學院 | 美容美髮造型設計系 | 長期照護與管理系     |

| 教學中心 | 通識教育中心 | 華語文中心 | 英語教學網 |

## 全球姐妹校
- 美洲
  -  美国
    - 瓦爾達斯塔州立大學

  -  阿根廷
    - Mausi Sebess 廚藝學院
- 歐洲
  -  拉脫維亞
    - 里加工業大學

  -  英国
    - 伍爾弗漢普頓大學

  -  希腊
    - 中希臘大學

  -  立陶宛
    - 維爾紐斯應用科學大學
- 亞洲
  -  日本
    - 日本體育協會

  -  俄羅斯
    - V.I.Vernadsky克里米亞聯邦大學

  -  越南
    - 胡志明市科技教育大學
    - 胡志明市工業大學
    - FPT大學
    - 堅江大學
    - 安江大學
    - 雒鴻大學

  -  马来西亚
    - First 11 足球俱樂部

  -  
    - 水仙大學

  -  柬埔寨
    - 學生培育機構
    - 科技IIC大學

  -  印度
    - 浦內大學
    - 維什瓦卡爾馬大學
    - 卡林噶工業技術學院
    - 卡林噶社會科學院
    - 巴羅達ITM大學

  -  蒙古国
    - 蒙古全球領袖大學
    - 新世紀領袖高中
    - 前杭愛第一中等學校
    - 前杭愛第二中等學校
    - 烏蘭巴托教育綜合中等學校

  -  菲律賓
    - 西利曼大學
    - 聖荷西雷克萊特大學
    - 宿霧科技大學
    - 菲律賓中部州立大學
    - 基督教靈惠學院
    - MIRIAM大學

  -  印度尼西亞
    - 東弗洛勒斯縣政府
    - 峇里島ITB STIKOM大學
    - 巴東SMK TI BALI GLOBAL
    - 金巴蘭SMK TI BALI GLOBAL
    - 登帕薩SMK TI BALI GLOBAL
    - 辛加拉惹SMK TI BALI GLOBAL
- 大洋洲
  -  
    - 澳洲FUTSAL足球協會

## 學生社團
- 吳鳳科大學生社團一覽表 （页面存档备份，存于）

## 校園建築
| 文鴻樓 | 編號 |
| 文鴻樓 | A    |

| 國棟樓 | 編號 |
| 國棟樓 | B    |

| 生有樓 | 編號 |
| 生有樓 | SA   |
| 生有樓 | SB   |

| 花明樓 | 編號 |
| 花明樓 | TA   |
| 花明樓 | TB   |

| 旭光中心 | 編號 |
| 旭光中心 | U    |

| 我家宿舍 |

## 参閲條目
- 發展典範科技大學計畫
- 獎勵大學教學卓越計畫
- 高等教育深耕計畫

## 歷年日間部師生比及新生註冊率
- 112學年度日間部學生人數2258，專任老師人數119，日間部師生比18.97（學生數/老師數）。

- 112學年度新生註冊率64.16%。
- 113學年度新生註冊率70.81%。

## 外部連結
- 吳鳳科技大學（页面存档备份，存于）（繁體中文）（英文）
- 吳鳳科技大學校友會 （页面存档备份，存于）（繁體中文）
- 吳鳳科技大學圖書館（页面存档备份，存于）（繁體中文）

1. ↑  .   [2023-01-15]. （原始内容存档于2023-01-01）.
2. ↑  教育部新生(含境外生)註冊率-以「校」統計
 （页面存档备份，存于）